# Corte de Peleas
Pour les articles homonymes, voir Corte (homonymie) et Peleas.
Corte de Peleas est une commune d’Espagne, dans la province de Badajoz, communauté autonome d'Estrémadure.